# Anemone hortensis
Espèce
L'Anémone des jardins (Anemone hortensis L.) est une espèce de plante herbacée vivace de la famille des Ranunculaceae.

## Description
C'est une plante vivace herbacée  de 20 à 40 cm à tige pubescente que l'on retrouve entre 0 et 1 000 m d'altitude. La fleur est solitaire. Il y a entre 8 et 15 sépales velus à l'extérieur, 10 à 18 pétales étroits, pointus. Dans ce cas, on parle de tépales. Ils peuvent être de couleur violette, rose, rouge, ou blanche. Les feuilles inférieures sont palmées, avec de 2 à 5 lobes principaux dentés-lobés aigus à long pétiole. Les feuilles supérieures sont sessiles, en verticille, entières ou trilobées. Les fruits sont des carpelles laineux.

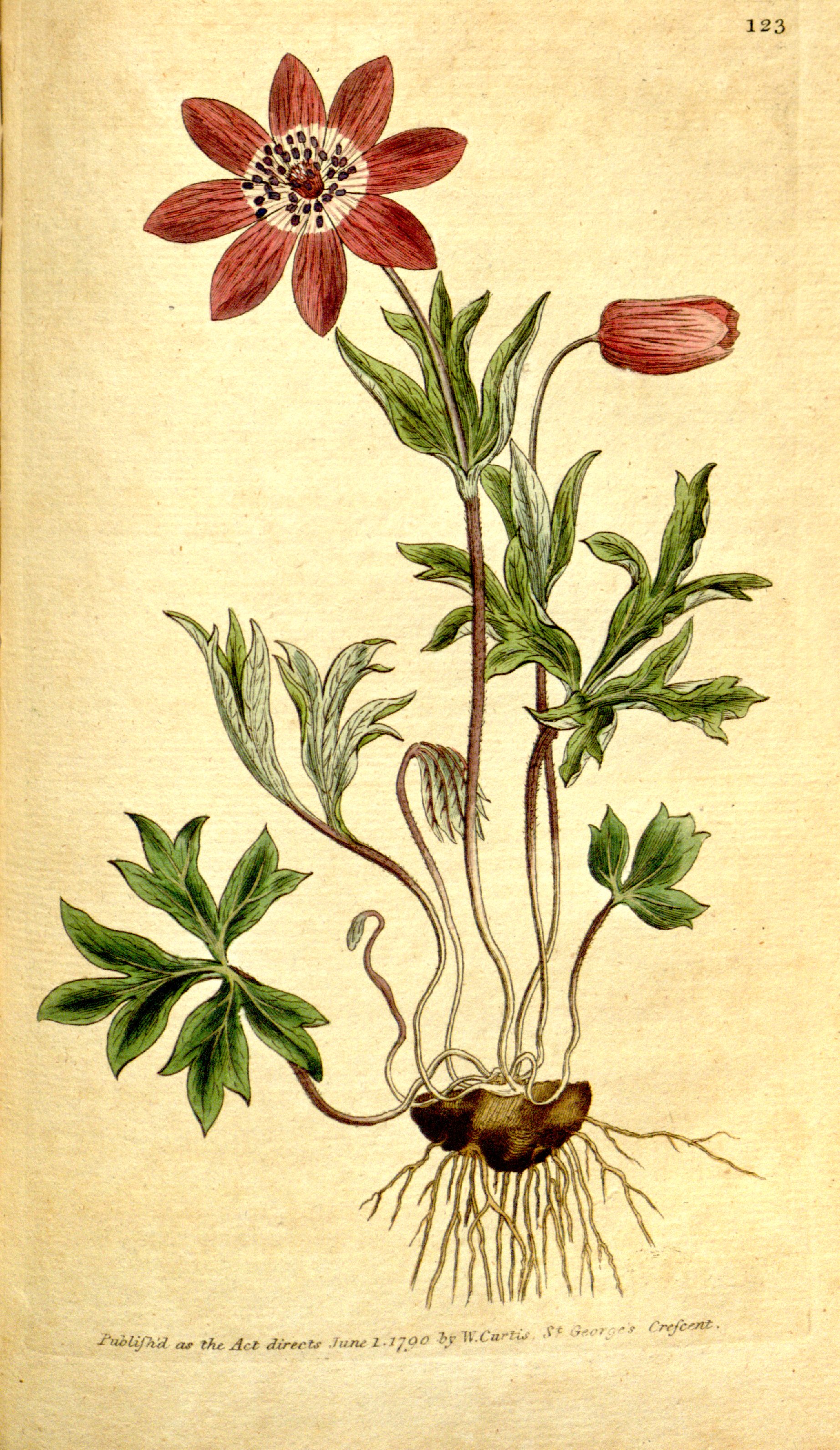
Planche botanique de 1791
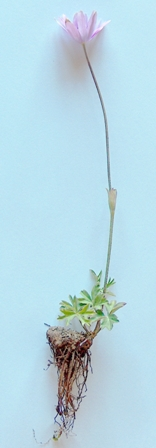
Pied avec sa racine
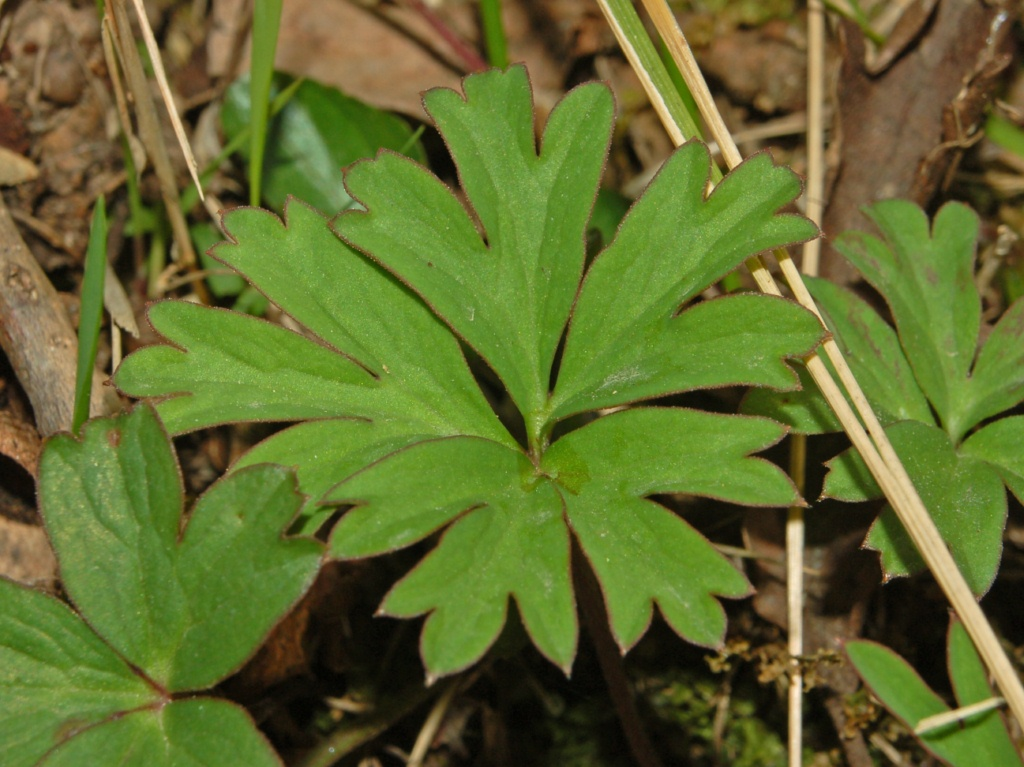
Feuille
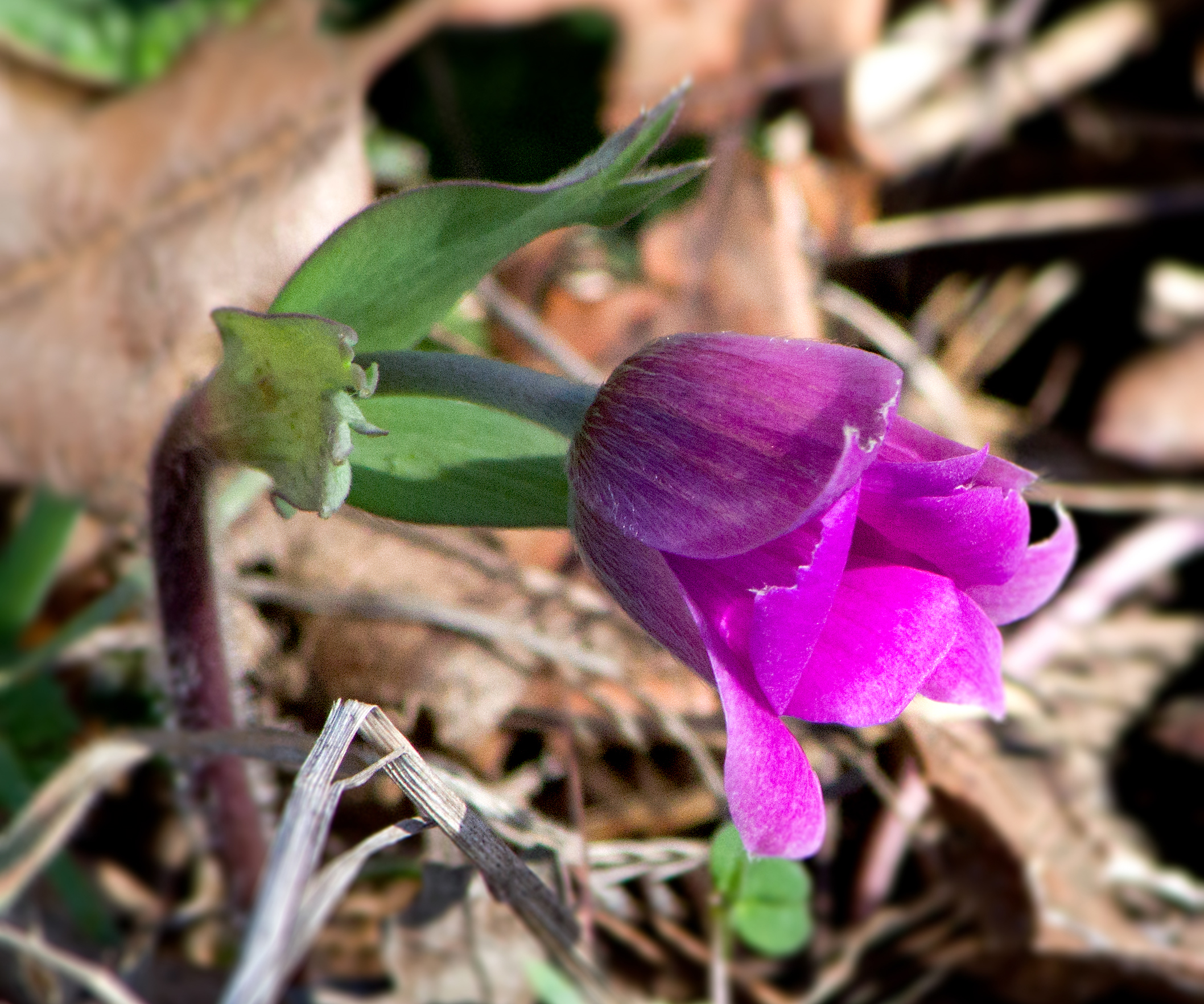
Bouton de Anemone hortensis var. pavonina
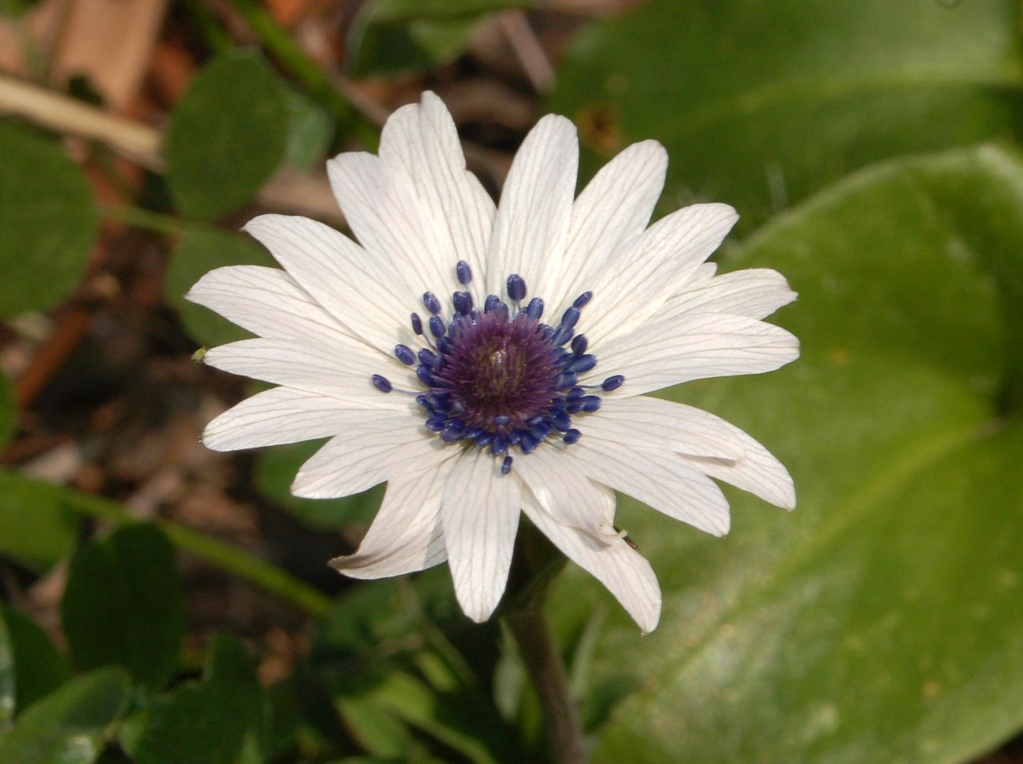
Forme blanche
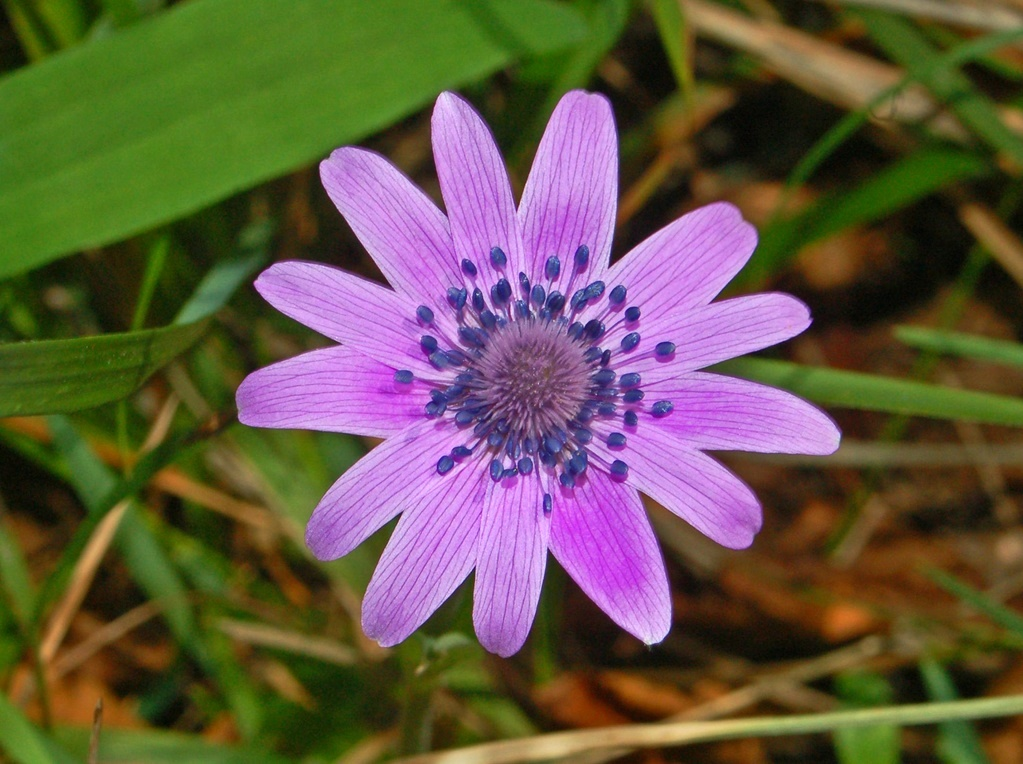
Forme mauve
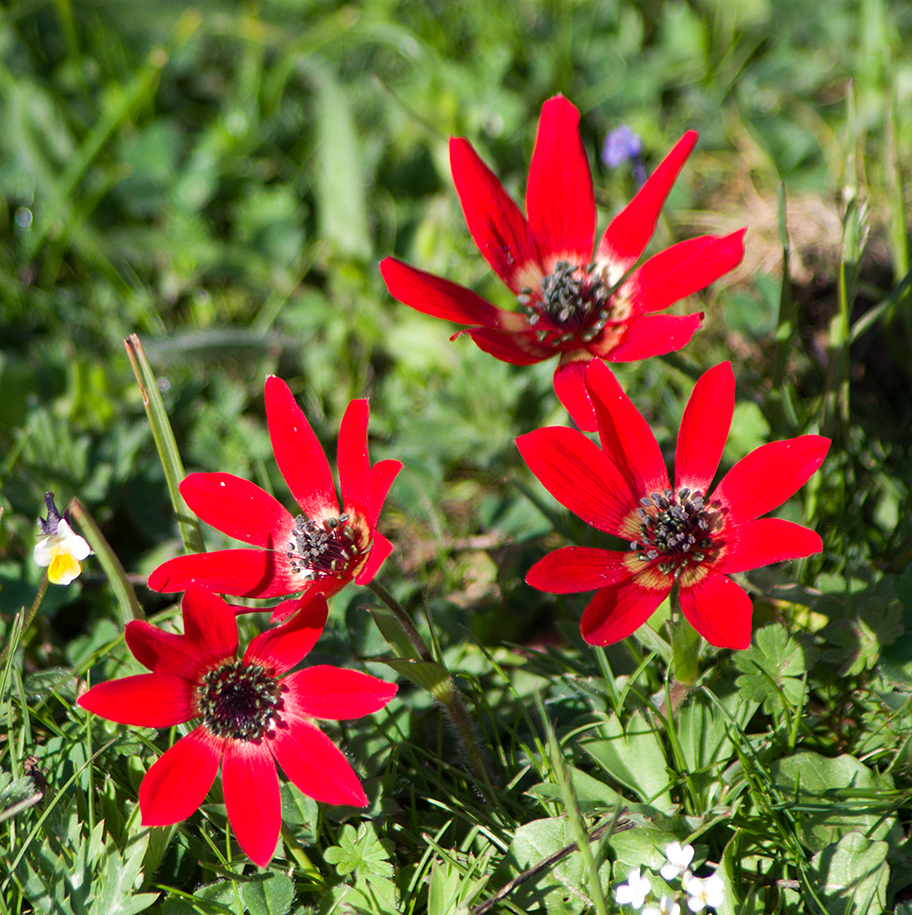
Forme rouge de Anemone hortensis var. pavonina
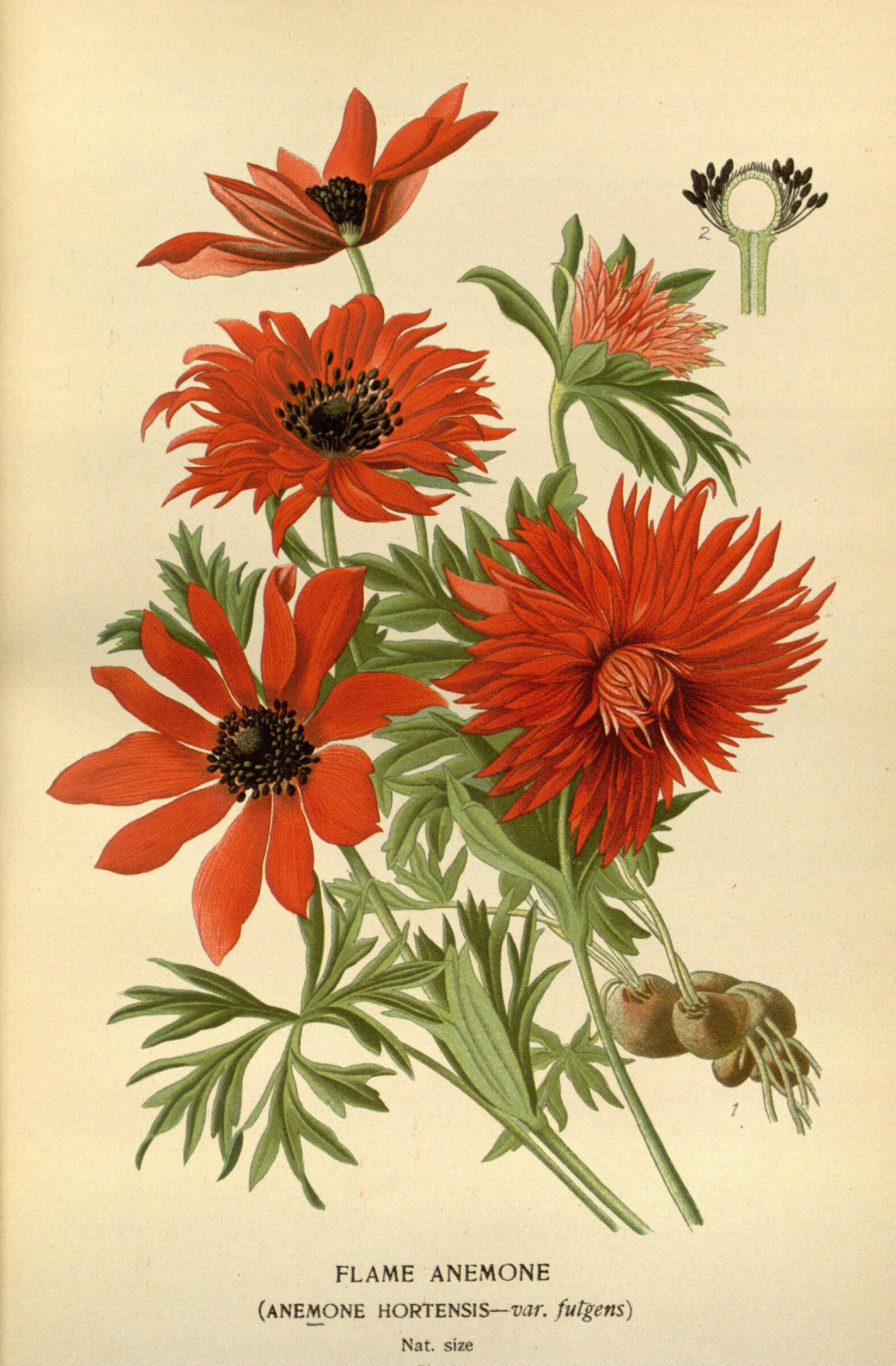
Formes diverses

## Floraison
La floraison a lieu de février à avril. L'Anémone des jardins est pollinisée par le vent ou par les animaux.

## Aire de répartition
L'espèce est présente dans tout l'ouest et le centre du bassin méditerranéen, sauf en Espagne.
On la retrouve dans les champs, les oliveraies, les vignes et les jardins.

## Origine du nom et utilisation
Son nom vient du Grec "anemos" qui veut dire le vent et de "hortensis", le jardin. Elle est très utilisée par les fleuristes. C'est une plante vénéneuse.

## Sous-espèces
- Anemone hortensis subsp. hortensis
- Anemone hortensis subsp. fulgens
- Anemone hortensis subsp. pavonina